# George Hoyt Whipple
George Hoyt Whipple (Ashland, 28 agosto 1878 – Rochester, 1º febbraio 1976) è stato un medico e biochimico statunitense, premio Nobel per la medicina per le sue scoperte riguardo alle terapie a base di fegato in caso di anemia perniciosa.